# Araneus sturmi
Araneus sturmi es una especie de araña del género Araneus, tribu Araneini, familia Araneidae. Fue descrita científicamente por Hahn en 1831.
Se distribuye por Suecia, Francia, Finlandia, Países Bajos, Noruega, Reino Unido de Gran Bretaña e Irlanda del Norte, Alemania, Bélgica, España, Federación Rusa, Dinamarca, Suiza, Polonia, Estonia, Austria, Portugal, Eslovenia, Bielorrusia, Italia, Grecia, Lituania, Luxemburgo, Chequia, Rumania y Eslovaquia. La especie se mantiene activa durante todos los meses del año.